# والتر كي. غرينغر
والتر كي. غرينغر هو فلاح وسياسي أمريكي، ولد في 11 أكتوبر 1888 في سانت جورج في الولايات المتحدة، وتوفي في 21 أبريل 1978 في سيدار سيتي في الولايات المتحدة. نشط حزبياً في الحزب الديمقراطي. وقد انتخب مدير مكتب البريد وانتخب عضو مجلس نواب ولاية يوتا ‏ (1932 – 1937) وانتخب عضو مجلس النواب الأمريكي.